# Ernst van Saksen-Hildburghausen
Ernst van Saksen-Hildburghausen (Gotha, 12 juli 1655 - Hildburghausen, 17 oktober 1715) was van 1675 samen met zijn zes broers hertog van Saksen-Gotha en na de verdeling van Saksen-Gotha in 1680 tot aan zijn dood hertog van Saksen-Hildburghausen. Hij behoorde tot de Ernestijnse linie van het huis Wettin.

## Levensloop
Ernst was de zesde zoon van hertog Ernst I van Saksen-Gotha en diens echtgenote Elisabeth Sophia, dochter van hertog Johan Filips van Saksen-Altenburg.
Na het overlijden van zijn vader in 1675 bestuurde Ernst het hertogdom Saksen-Gotha gezamenlijk met zijn zes broers. In februari 1680 kwam het door een verdrag tussen de broers tussen een landsverdeling. Ernst kregen met de ambten Hildburghausen, Heldburg, Eisfeld, Veilsdorf en de helft van het ambt Schalkau het hertogdom Saksen-Hildburghausen toegewezen. Na het vergelijk kreeg Ernst in 1683 uit het bezit van zijn broer Hendrik van Saksen-Römhild het ambt Königsberg toegewezen en in 1699 erfde na de dood van zijn broer Albrecht van Saksen-Coburg het ambt Sonnefeld. Het ambt Sonnefeld werd in 1714 na de dood van Hendrik van Saksen-Römhild uitgebreid met het ambt Behrungen, het Esterschen leen en Milz. 
In 1685 begon Ernst met de bouw van het Slot van Hildburghausen en met de aanleg van de bijbehorende tuin. Tot aan de afwerking van het paleis in 1695 resideerde hij in het Slot van Eisfeld en het Slot van Heldburg. Als onderdeel van het stadsuitbreidingsplan keurde hij in 1711 de bouw van het nieuwe stadsdeel van Hildburghausen goed, dat als vestiging diende voor de Franse Hugenotenfamilies in Hildburghausen, die na de uitvaardiging van het Edict van Fontainebleau uit Frankrijk verdreven waren en allerlei privileges van Ernst kregen. Hetzelfde jaar bevestigde keizer Jozef I het eerstgeboorterecht dat Ernst in zijn testament van 1703 vastgelegd had. Ook werd in 1706 zijn Rijksstem in de Rijksdag bevestigd. In 1714 stichtte hij in Hildburghausen een gymnasium.
Ook bouwde Ernst een nevenresidentie, het hertogelijke zomer- en jachtslot in Seidingstadt. Zijn kostelijke veldtochten en het onderhouden van een lijfregiment zorgde echter voor een hoge schuldenberg in zijn hertogdom. Ondanks steeds meer belastingen te heffen, raakte deze schuldenberg niet gereduceerd.
In 1675 begon Ernst tevens aan een militaire loopbaan. Als ritmeester van de cavalerie streed hij samen met zijn schoonvader in 1683 mee bij de ontzetting van de stad Wenen, tijdens de belegering door het Ottomaanse Rijk. In 1685 nam hij deel aan de achtervolging van de terugtrekkende Turkse troepen bij Ezstergom en aan de verovering van Neuhäus. Later was Ernst in de militaire dienst van de Republiek der Zeven Verenigde Nederlanden tegen koning Lodewijk XIV van Frankrijk. Als kolonel was hij tijdens de Negenjarige Oorlog betrokken bij de verovering van Kaiserswerth en vocht hij mee in de Slag bij Fleurus.
In oktober 1715 stierf Ernst op 60-jarige leeftijd aan de gevolgen van een beroerte. Hij werd bijgezet in de vorstelijke crypte van de Slotkerk van Hildburghausen.

## Huwelijk en nakomelingen
Op 30 november 1680 huwde Ernst in Arolsen met Sophia Henriëtte (1662-1702), dochter van graaf George Frederik van Waldeck-Eisenberg. Ze kregen vijf kinderen:
- Ernst Frederik I (1681-1724), hertog van Saksen-Hildburghausen
- Sophia Charlotte (1682-1684)
- Sophia Charlotte (1685-1710)
- Karel Willem (1686-1687)
- Jozef Frederik (1702-1787), generaal-veldmaarschalk in het Keizerlijk Leger

## Voorouders
| Voorouders van Ernst van Saksen-Hildburghausen | Voorouders van Ernst van Saksen-Hildburghausen                                           | Voorouders van Ernst van Saksen-Hildburghausen                                           | Voorouders van Ernst van Saksen-Hildburghausen                                           | Voorouders van Ernst van Saksen-Hildburghausen                                           | Voorouders van Ernst van Saksen-Hildburghausen                                                   | Voorouders van Ernst van Saksen-Hildburghausen                                                   | Voorouders van Ernst van Saksen-Hildburghausen                                                   | Voorouders van Ernst van Saksen-Hildburghausen                                                   |
| ---------------------------------------------- | ---------------------------------------------------------------------------------------- | ---------------------------------------------------------------------------------------- | ---------------------------------------------------------------------------------------- | ---------------------------------------------------------------------------------------- | ------------------------------------------------------------------------------------------------ | ------------------------------------------------------------------------------------------------ | ------------------------------------------------------------------------------------------------ | ------------------------------------------------------------------------------------------------ |
| Overgrootouders                                | Johan Willem van Saksen-Weimar (1530–1537) ∞ Dorothea Susanna van de Palts (1544-1592)   | Johan Willem van Saksen-Weimar (1530–1537) ∞ Dorothea Susanna van de Palts (1544-1592)   | Joachim Ernst van Anhalt (1536-1586) ∞ Eleonora van Württemberg (1552-1618)              | Joachim Ernst van Anhalt (1536-1586) ∞ Eleonora van Württemberg (1552-1618)              | Frederik Willem I van Saksen-Weimar (1562-1602) ∞ Anna Maria van Palts-Neuburg (1575-1643)       | Frederik Willem I van Saksen-Weimar (1562-1602) ∞ Anna Maria van Palts-Neuburg (1575-1643)       | Hendrik Julius van Brunswijk-Wolfenbüttel (1564–1613) ∞ Elisabeth van Denemarken (1573-1625)     | Hendrik Julius van Brunswijk-Wolfenbüttel (1564–1613) ∞ Elisabeth van Denemarken (1573-1625)     |
| Grootouders                                    | Johan III van Saksen-Weimar (1570–1605) ∞ Dorothea Maria van Anhalt (1574-1617)          | Johan III van Saksen-Weimar (1570–1605) ∞ Dorothea Maria van Anhalt (1574-1617)          | Johan III van Saksen-Weimar (1570–1605) ∞ Dorothea Maria van Anhalt (1574-1617)          | Johan III van Saksen-Weimar (1570–1605) ∞ Dorothea Maria van Anhalt (1574-1617)          | Johan Filips van Saksen-Altenburg (1597-1639) ∞ Elisabeth van Brunswijk-Wolfenbüttel (1593-1650) | Johan Filips van Saksen-Altenburg (1597-1639) ∞ Elisabeth van Brunswijk-Wolfenbüttel (1593-1650) | Johan Filips van Saksen-Altenburg (1597-1639) ∞ Elisabeth van Brunswijk-Wolfenbüttel (1593-1650) | Johan Filips van Saksen-Altenburg (1597-1639) ∞ Elisabeth van Brunswijk-Wolfenbüttel (1593-1650) |
| Ouders                                         | Ernst I van Saksen-Gotha (1601–1675) ∞ Elisabeth Sophia van Saksen-Altenburg (1619-1680) | Ernst I van Saksen-Gotha (1601–1675) ∞ Elisabeth Sophia van Saksen-Altenburg (1619-1680) | Ernst I van Saksen-Gotha (1601–1675) ∞ Elisabeth Sophia van Saksen-Altenburg (1619-1680) | Ernst I van Saksen-Gotha (1601–1675) ∞ Elisabeth Sophia van Saksen-Altenburg (1619-1680) | Ernst I van Saksen-Gotha (1601–1675) ∞ Elisabeth Sophia van Saksen-Altenburg (1619-1680)         | Ernst I van Saksen-Gotha (1601–1675) ∞ Elisabeth Sophia van Saksen-Altenburg (1619-1680)         | Ernst I van Saksen-Gotha (1601–1675) ∞ Elisabeth Sophia van Saksen-Altenburg (1619-1680)         | Ernst I van Saksen-Gotha (1601–1675) ∞ Elisabeth Sophia van Saksen-Altenburg (1619-1680)         |
| Ernst van Saksen-Hildburghausen (1655–1715)    |                                                                                          |                                                                                          |                                                                                          |                                                                                          |                                                                                                  |                                                                                                  |                                                                                                  |                                                                                                  |